# 桐林遗址
桐林遗址位于中国山东省淄博市临淄区凤凰镇和朱台镇，包括田旺、桐林、义和三村之问的五处遗址，又称“桐林田旺遗址”，2001年被列为第五批全国重点文物保护单位。
桐林遗址地处齐国故城西北方向15公里处，乌河东岸，路山以北，五处遗址南北长1000米，东西为500米，总面积约50万平方米，属于龙山文化类型。有学者根据先秦古籍中的资料互证、地下发掘、地名遗存、地理形势等多种依据，认为该遗址为先秦齐国的国之仓廪“雍廪”的遗址。